# Philolema nandana
Philolema nandana är en stekelart som beskrevs av T.C. Narendran 1994. Philolema nandana ingår i släktet Philolema och familjen kragglanssteklar. Inga underarter finns listade i Catalogue of Life.